# Frederik Pohl

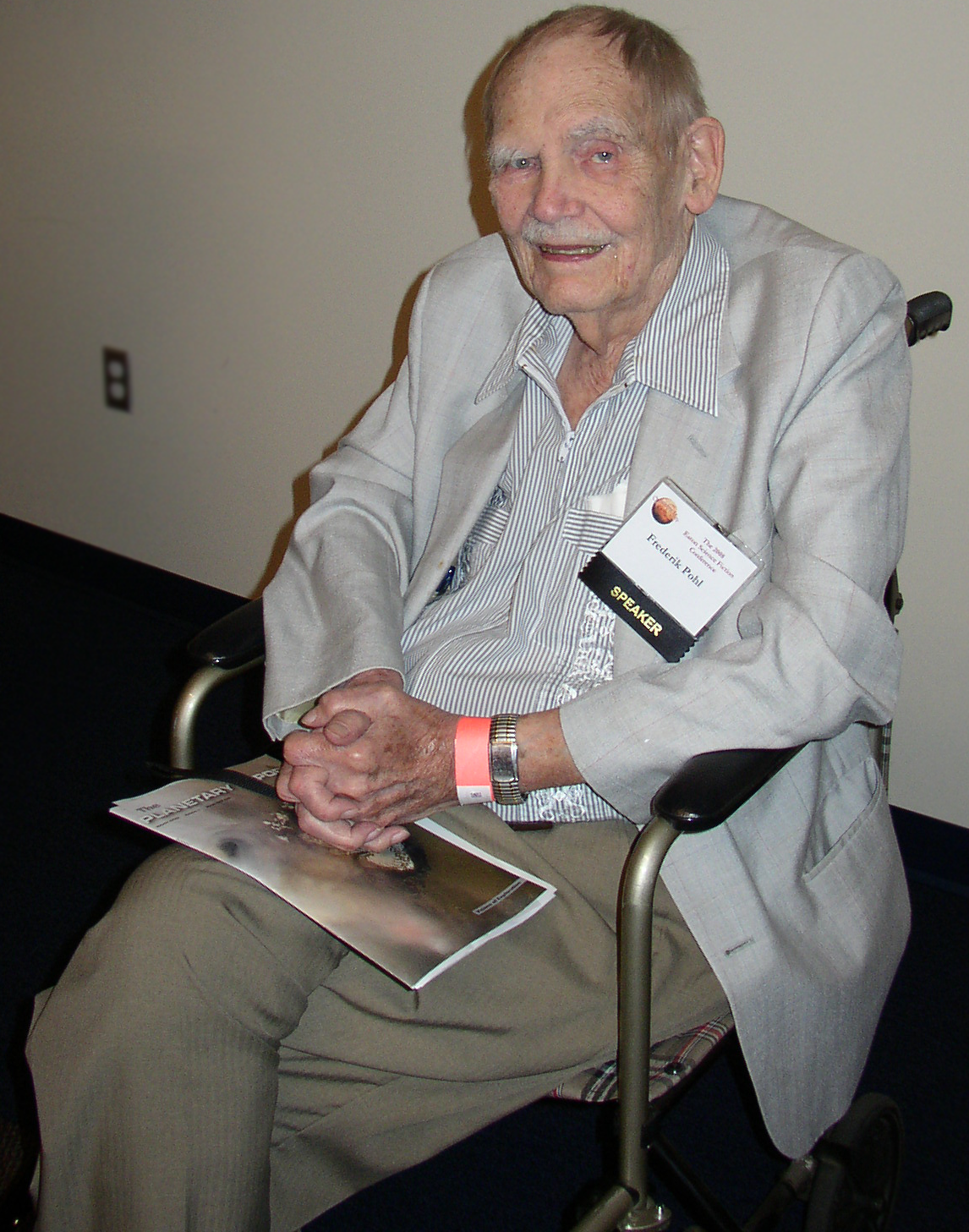
Frederik Pohl in 2008

Frederik Pohl (New York, 26 november 1919 – Palatine, 2 september 2013) was een Amerikaanse sciencefictionschrijver en redacteur.

## Loopbaan als schrijver
Pohl werkte veel samen met zijn vriend C.M. Kornbluth. Samen schreven ze een aantal korte verhalen en romans, waaronder The Space Merchants. Dit is een dystopische satire over een wereld die beheerst wordt door advertentiebureaus. Ook in een aantal korte verhalen uit de jaren 50 en 60 komen consumentisme en het advertentiewezen op satirische wijze aan de orde: in The Wizard of Pung's Corner blijkt fraai, overcomplex militair geschut waardeloos tegen boeren met jachtgeweren.
In de jaren zeventig vatte hij het schrijverschap weer op, onder andere met de Heechee serie en Man Plus. Met Man Plus won hij in 1976 een Nebula Award en voor Gateway, de eerste roman uit de Heechee serie, kreeg hij een Hugo en een Nebula.
Pohl publiceerde een autobiografie onder de titel The Way the Future Was (1978).
Pohl overleed op 93-jarige leeftijd in een ziekenhuis in Palatine.

## Loopbaan als redacteur
Toen Pohl 20 jaar was, werkte hij kort als redacteur van de SF-magazines Astounding Stories en Super Science Stories. In de jaren 1960 vervulde hij die rol bij Galaxy en If; voor die laatste kreeg hij drie keer de Hugo Award. Hij gaf de vroege werken uit van Larry Niven en in 1975 de ambitieuze roman Dahlgren van Samuel R. Delany.

## Gedeeltelijke bibliografie

### Romans
- The Space Merchants (1953 - met C.M. Kornbluth nl: De magnaten van de ruimte en De Groothandelaren van de Ruimte)
- Search the Sky (1954 - met C.M. Kornbluth nl: De landing van het ruimteschip)
- Gladiator at Law (1955 - met C.M. Kornbluth nl: De beulen van de beurs en Het kansloze spel)
- Wolfbane (1957 - met C.M. Kornbluth  nl: Wolfsklauw, M=SF nr 4)
- Slave Ship (1957)
- Drunkard's Walk (1960)
- The Reefs of Space (1964 - met Jack Williamson nl: De ruimteriffen)
- The Age of the Pussyfoot (1969 - nl: De onsterfelijke diepvriesmens)
- Farthest Star (Cuckoo-saga deel 1, 1975 - met Jack Williamson nl: De verste ster)
- Man Plus (1976 - nl: Mens plus)
- Jem (1979 - nl: Jem)
- The Cool War (1980 - nl: De koele oorlog)
- Starburst (1982)
- Wall Around a Star (Cuckoo-saga deel 2, 1983 - met Jack Williamson)
- The Years of the City (1984)
- The Merchants War (1985)
- Chernobyl (1987)
- Narabedla Inc. (1988)
- Mars Plus (1994) (met Thomas T. Thomas)
- O Pioneer! (1998)

De Heechee serie
- Gateway (1976 - nl:Gateway)
- Beyond the Blue Event Horizon (1980 - nl: Sagittarius YY)
- Heechee rendezvous (1985)
- Annals of the Heechee (1987)
- The Gateway Trip (1990)
- The Boy Who Would Live Forever: A Novel of Gateway (2004)

De Eschaton serie
- The Other End of Time (1996)
- The Siege of Eternity (1997)
- The Far Shore of Time (1999)

### Korte verhalen
- The Wonder Effect (1974 - met C.M. Kornbluth)
- The Frederik Pohl Omnibus (1966)
- Day Million (1971)
- Survival Kit (1979)
- The Man Who Ate the World (1979)
- Waiting for the Olympians (1988)

- Bibsys: 90058471
- Biblioteca Nacional de España: XX1114215
- Bibliothèque nationale de France: cb11920101w (data)
- Catàleg d'autoritats de noms i títols de Catalunya: 981058514032506706
- CiNii: DA04106014
- Gemeinsame Normdatei: 119327716
- International Standard Name Identifier: 0000 0003 6856 1106
- Library of Congress Control Number: n79029809
- Nationale Bibliotheek van Letland: 000125819
- Bibliotheek van het Japanse parlement: 00453004
- Nationale Bibliotheek van Tsjechië: jn20020126025
- Nationale bibliotheek van Australië: 36248572
- Nationale Bibliotheek van Israël: 987007576238905171
- Nationale Bibliotheek van Polen: a0000001092863
- Nationale en Universitaire bibliotheek Zagreb: 000055435
- Nederlandse Thesaurus van Auteursnamen: 071445072
- Réseau des bibliothèques de Suisse occidentale: 02-A003701356
- Istituto Centrale per il Catalogo Unico: CFIV022455
- SNAC: w62v4q7d
- Système universitaire de documentation: 027077004
- Trove: 1236486
- Virtual International Authority File: 110843895
- WorldCat: E39PBJqFJWyGfxXJFmMfqGPPcP